# World's Columbian Exposition
De World's Columbian Exposition — ook bekend als The Chicago World's Fair — was een wereldtentoonstelling, die in 1893 werd gehouden in Chicago ter viering van het feit dat 400 jaar eerder Christoffel Columbus in Amerika arriveerde. Het Bureau International des Expositions heeft de tentoonstelling achteraf erkend als de 11e universele wereldtentoonstelling, waarmee de tentoonstelling de tweede officiële wereldtentoonstelling in de Verenigde Staten is.

## Planning en organisatie

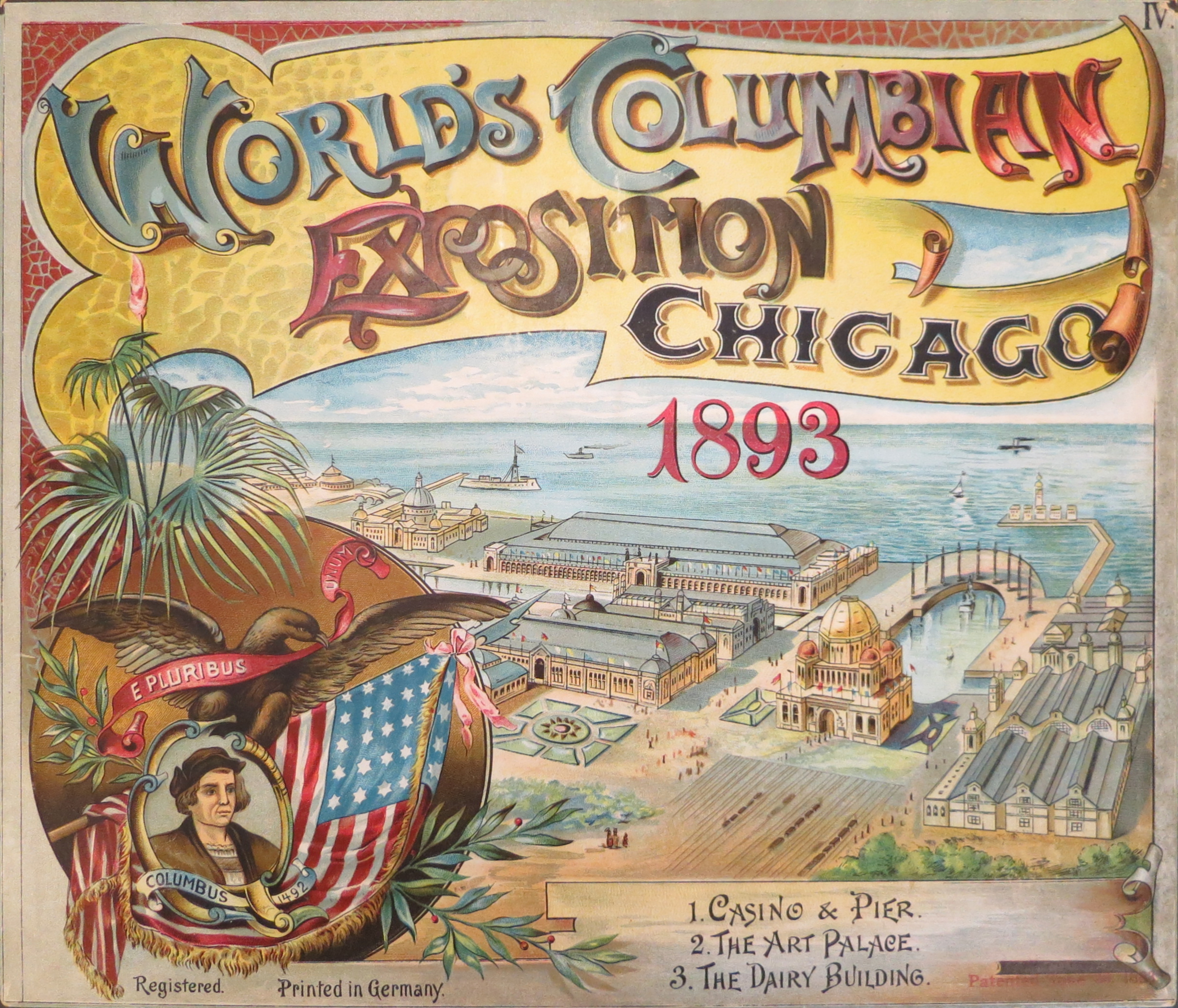
Advertentie van de wereldtentoonstelling met een portret van Columbus

Chicago werd verkozen boven New York, Washington D.C. en St. Louis als locatie voor de tentoonstelling. Deze strijd leverde Chicago haar bijnaam "windy city" op omdat een New Yorkse journalist de politici  uit Chicago omschreef als "vol hete lucht"
De tentoonstelling had een grote invloed op Chicago's architectuur, kunst en status. De tentoonstelling besloeg een gebied van 2,4 vierkante kilometer, verdeeld over Jackson Park en de Midway Plaisance. Het terrein werd voornamelijk ontworpen door Daniel Burnham en Frederick Law Olmsted.
Voor de tentoonstelling werden 200 gebouwen neergezet en kanalen en lagunes aangelegd. Er waren 46 landen vertegenwoordigd op de tentoonstelling. In totaal kwamen er meer dan 27 miljoen bezoekers. Daarmee overtrof de tentoonstelling eerdere tentoonstellingen, en werd een symbool voor het Amerikanisme.
Een centraal thema was hoe Chicago weer was herrezen na de grote brand in 1871.

## De witte stad

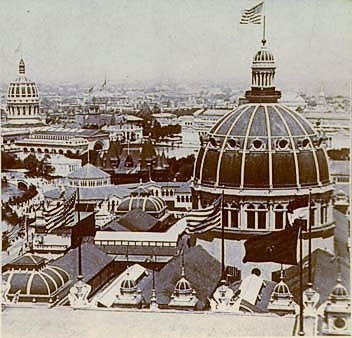
De witte stad

Veel gebouwen op de tentoonstelling waren gebaseerd op klassieke architectuur. Het bekendste gebied van de tentoonstelling stond bekend als de witte stad. De gebouwen hier waren gemaakt van witte pleister. Ook het grote gebruik van straatverlichting droeg bij aan de naam. Bekende gebouwen in de witte stad waren:
- Het administratiegebouw, ontworpen door Richard Morris Hunt
- Het landbouwgebouw, ontworpen door Charles McKim
- Het gebouw voor techniek en vrije kunsten, ontworpen door George B. Post
- Het gebouw voor mijnen en mijnbouw, ontworpen door Solon Spencer Beman
- Het elektriciteitsgebouw, ontworpen door Henry Van Brunt en Frank Maynard Howe
- Het machinegebouw, ontworpen door Robert Swain Peabody.
- Het vrouwengebouw, ontworpen door Sophia Hayden

Louis Sullivan's polychrome proto-moderne transportgebouw was duidelijk anders dan de andere gebouwen in de witte stad. Hij probeerde een unieke Amerikaanse vorm te bedenken daar de klassieke architectuur van de andere gebouwen volgens hem verouderd was.

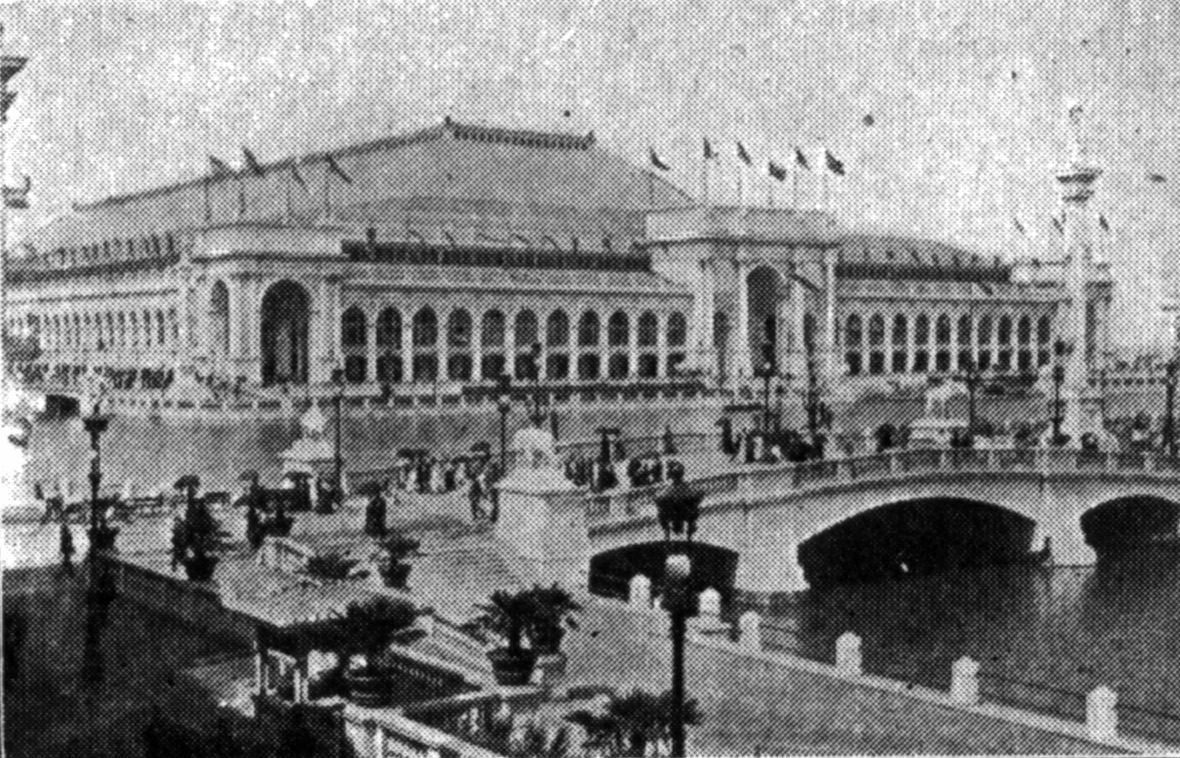
Het gebouw van techniek en vrije kunsten, gezien vanuit het zuidwesten
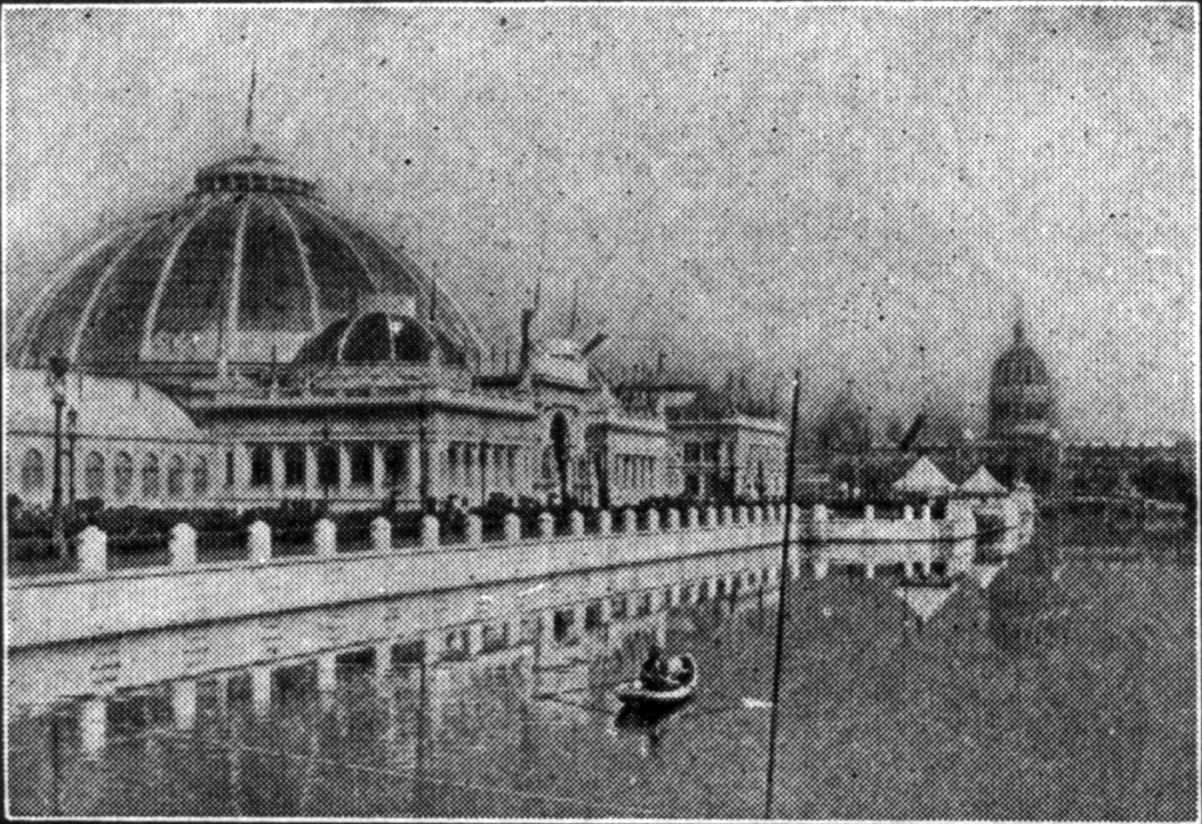
Horticultural Building, met het Illinois Building op de achtergrond
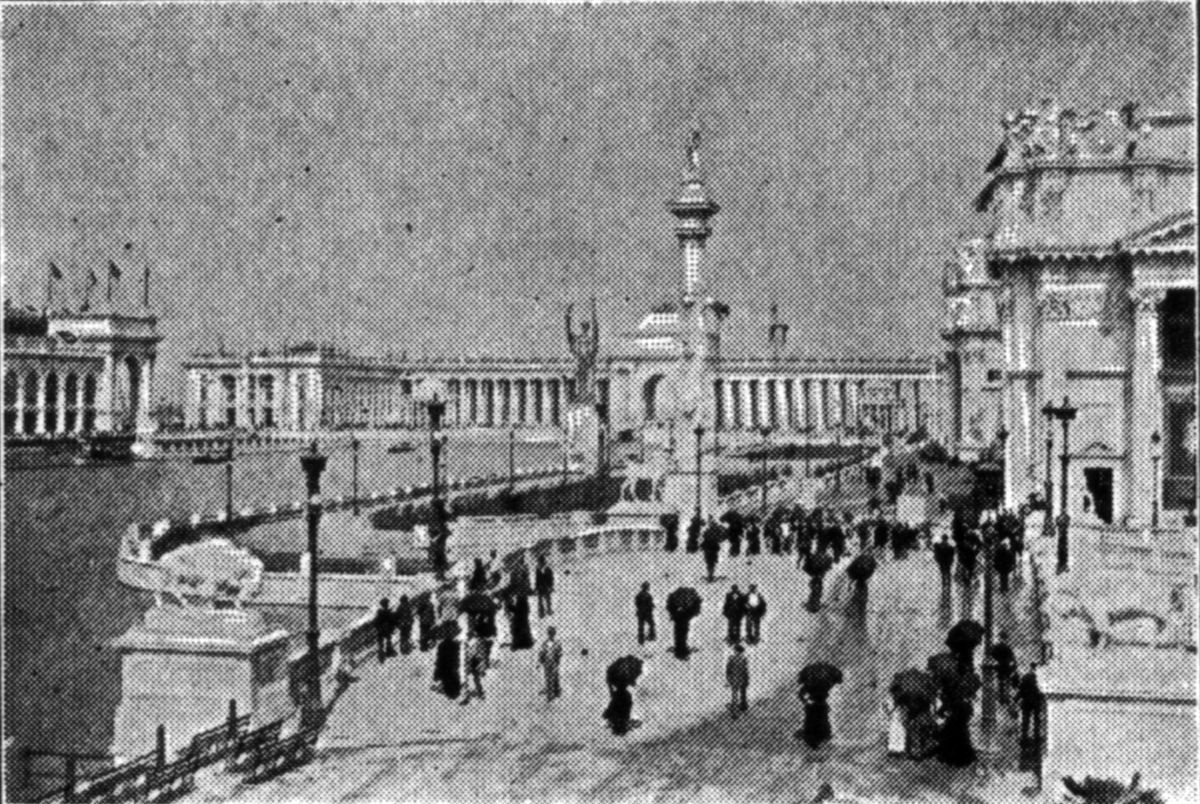
Uitzicht op de Peristyle vanuit de machinehal
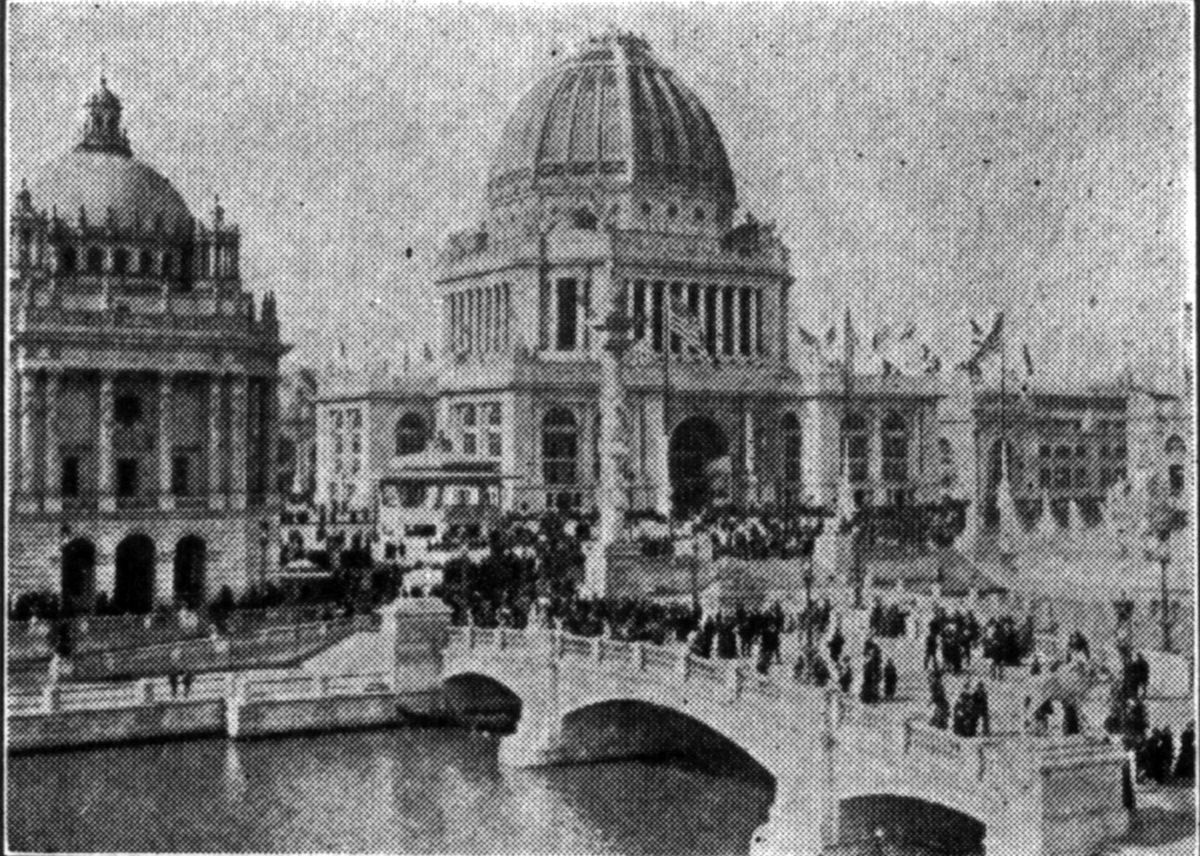
Het administratiegebouw, gezien vanuit het landbouwgebouw
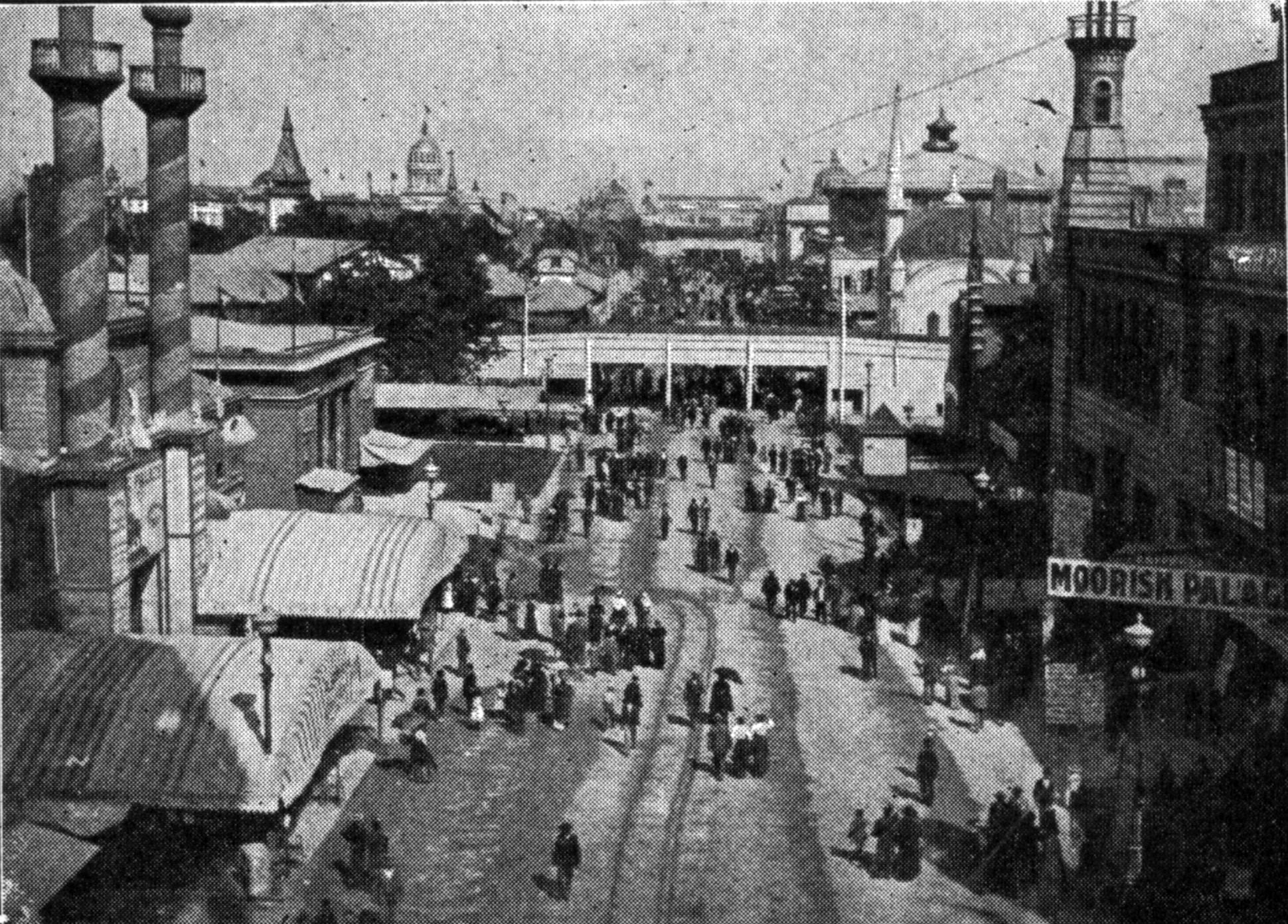
Midway Plaisance

## Attracties

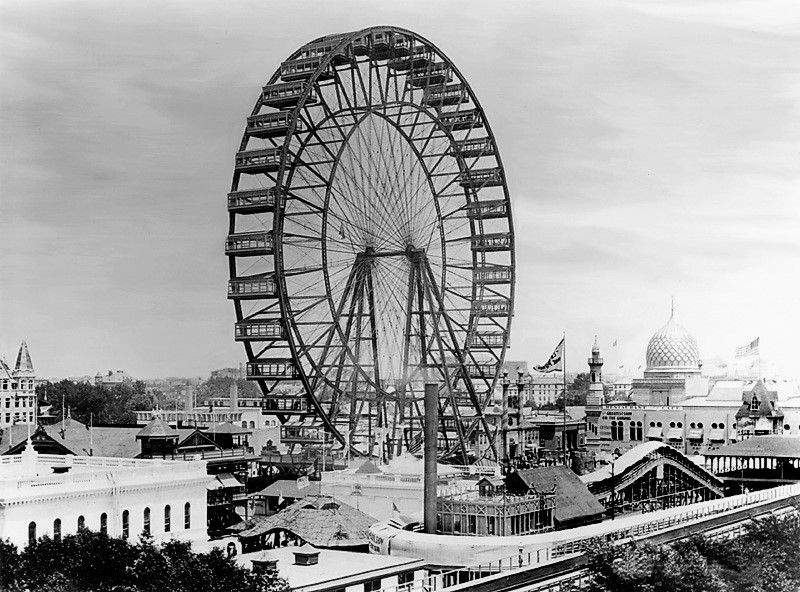
Het eerste reuzenrad, een van de attracties op de tentoonstelling

De expositie-gebouwen van boven gezien

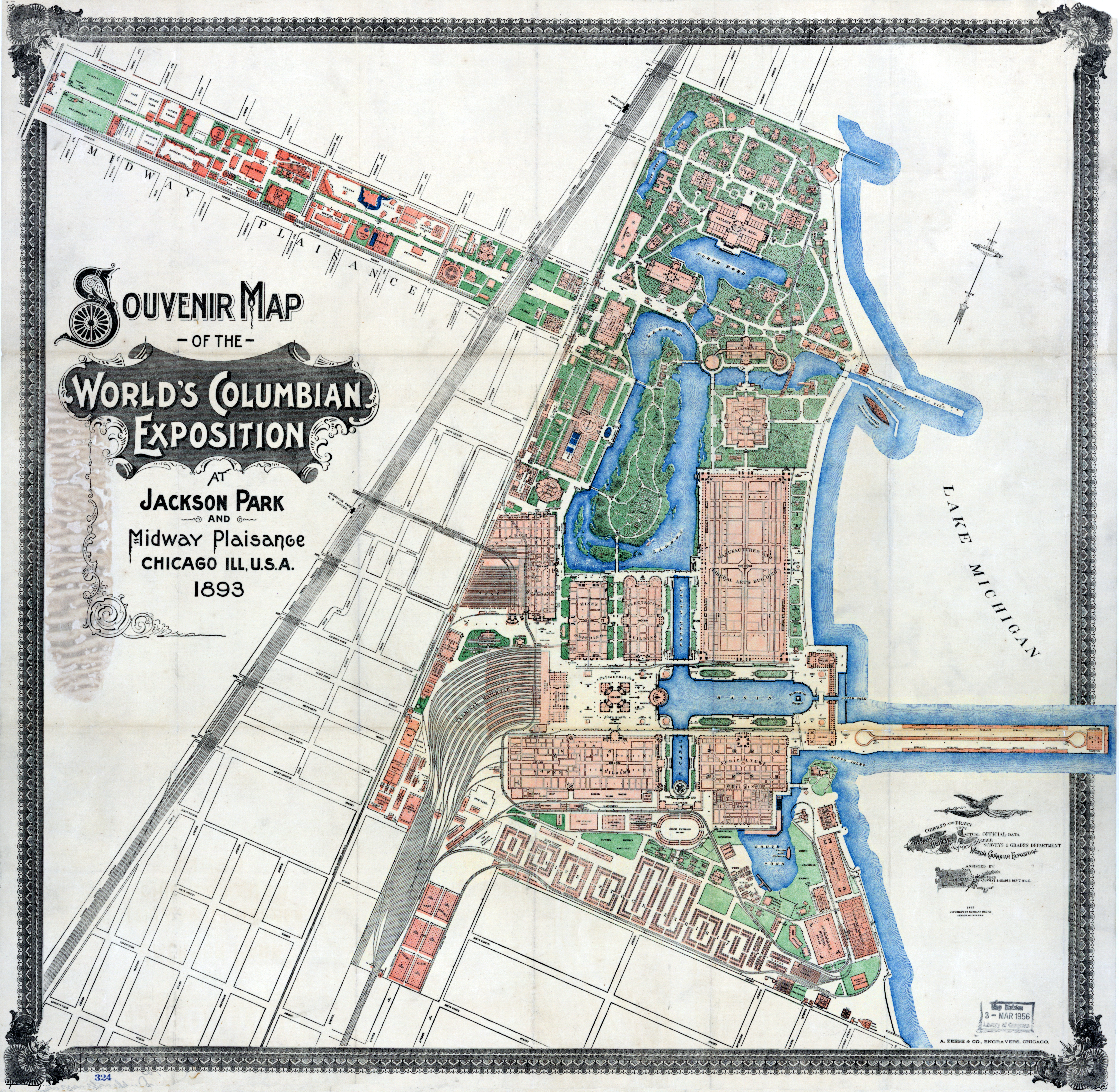
Kaart van de wereldtentoonstelling

De internationale tentoonstelling werd gehouden in een gebouw dat geheel in het teken stond van elektriciteit en de mogelijkheden hiervan. De stroomvoorziening werd geregeld door General Electric Company, met financiële steun van Thomas Edison en John Pierpont Morgan. Nikola Tesla demonstreerde er fluorescentielampen.
De World's Columbian Exposition was de eerste wereldtentoonstelling met een gebied geheel gericht op amusement. Dit gebied werd duidelijk afgebakend ten opzichte van de tentoonstellingen. In het gebied bevonden zich meerdere kermisattracties, waaronder het eerste reuzenrad ter wereld, gebouwd door George Ferris. Het rad had een hoogte van 80 meter. In een van de gondels zat een band, die speelde wanneer het wiel ronddraaide.
Eadweard Muybridge gaf tijdens de tentoonstelling een aantal lezingen over dieren in de Zoopraxographical Hall, welke speciaal voor dit doel was gebouwd. Hij gebruikte zijn zoöpraxiscoop om zijn verhalen te kunnen ondersteunen met bewegende beelden.
Buffalo Bill Cody was ook aanwezig op de tentoonstelling met zijn wild west-show. Omdat hij geen plaats kreeg toegewezen, zette hij zijn show op net buiten de grenzen van het terrein.

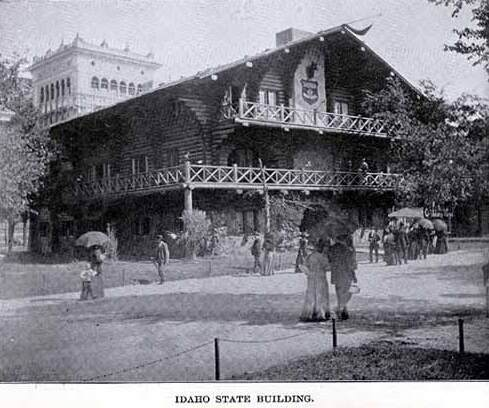
Idaho Building

Architect Kirtland Cutter ontwierp voor de tentoonstelling het Idaho Building, dat door 18 miljoen mensen werd bezocht. Het ontwerp en interieur van het gebouw waren een voorloper van de Arts-and-craftsbeweging.
Het werk van de feministische auteur Kate McPhelim Cleary was te zien tijdens de opening van de Nebraska Day-ceremonie op de tentoonstelling.
Noorwegen stuurde voor de tentoonstelling een replica van het Gokstadschip. Dit werd gebouwd in Noorwegen en naar Chicago gevaren.

## Einde en nasleep
De tentoonstelling eindigde onverwacht met een tragedie. Twee dagen voor het officiële einde werd Chicago's burgemeester Carter Harrison, Sr. vermoord door Patrick Eugene Prendergast. Als gevolg hiervan werden de slotceremonies afgelast en vervangen door rouwceremonies.
Tijdens de tentoonstelling beheerde de seriemoordenaar H.H. Holmes een hotel met de naam World's Fair Hotel (later bekend geworden als het "Moordkasteel") vlak bij het tentoonstellingsterrein, waarin hij bezoekers van de tentoonstelling vermoordde. Het hotel was uitgerust met gaskamers, een geluidsdichte kluis waarin hij zijn slachtoffers liet stikken en vallen die leidden naar de kelder van het gebouw, waar diverse martelwerktuigen aanwezig waren.

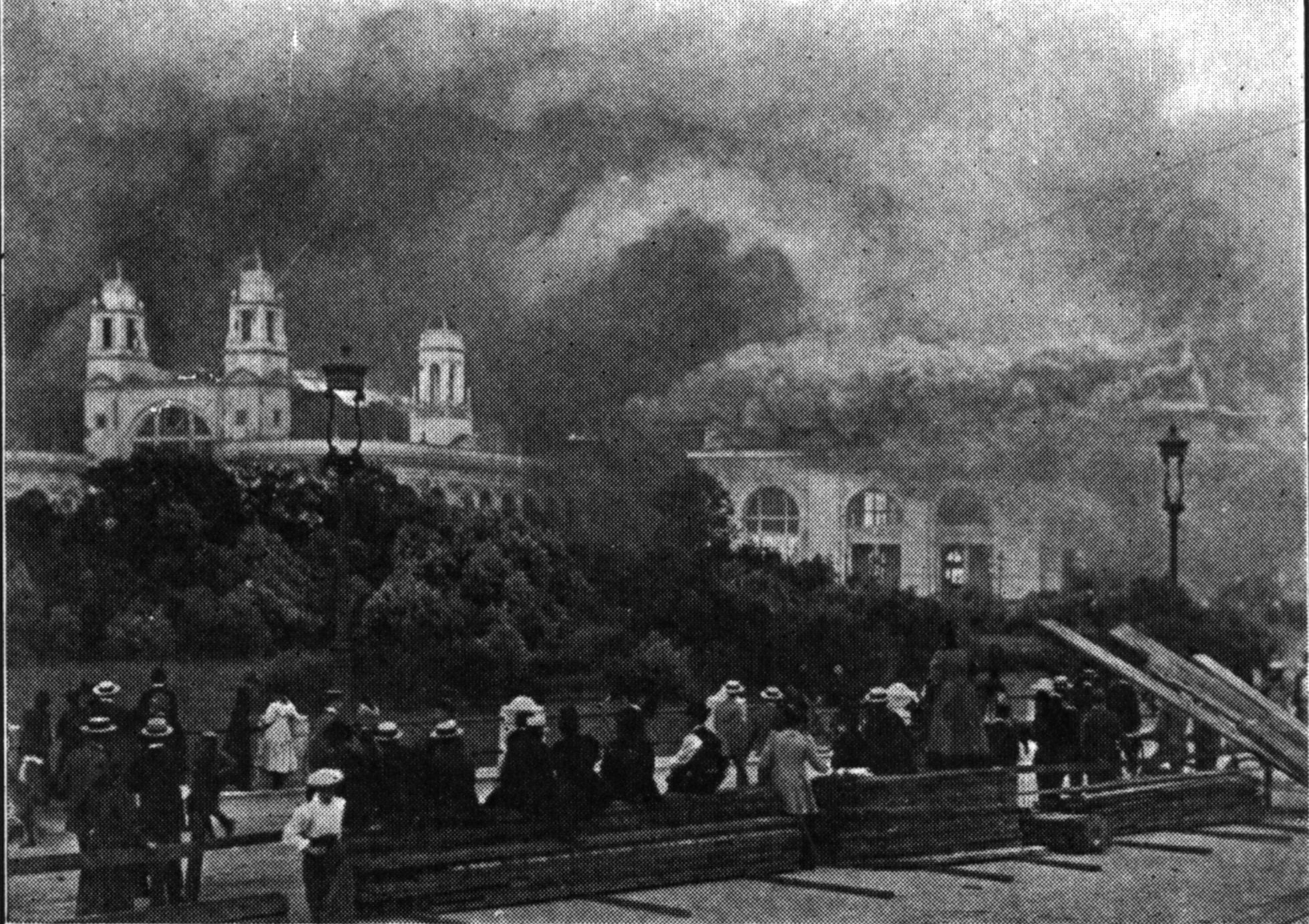
De witte stad staat in brand

Het gebied van de tentoonstelling werd nadien aangepast voor ander gebruik. De lagune kreeg een meer natuurlijke vorm. In juli 1894 verwoestte een brand een groot deel van het terrein van de tentoonstelling, waaronder de witte stad. Van de meer dan 200 gebouwen op de tentoonstelling staan er vandaag de dag nog maar twee overeind: het Museum of Science and Industry en het Art Institute of Chicago Building.
De tentoonstelling was van invloed op de latere City Beautiful-beweging en op Walt Disney's Magic Kingdom. Zijn vader Elias Disney was een timmerman die meewerkte aan de opbouw van de tentoonstelling en vertelde zijn zoon over de magie van de witte stad.

## Galerij

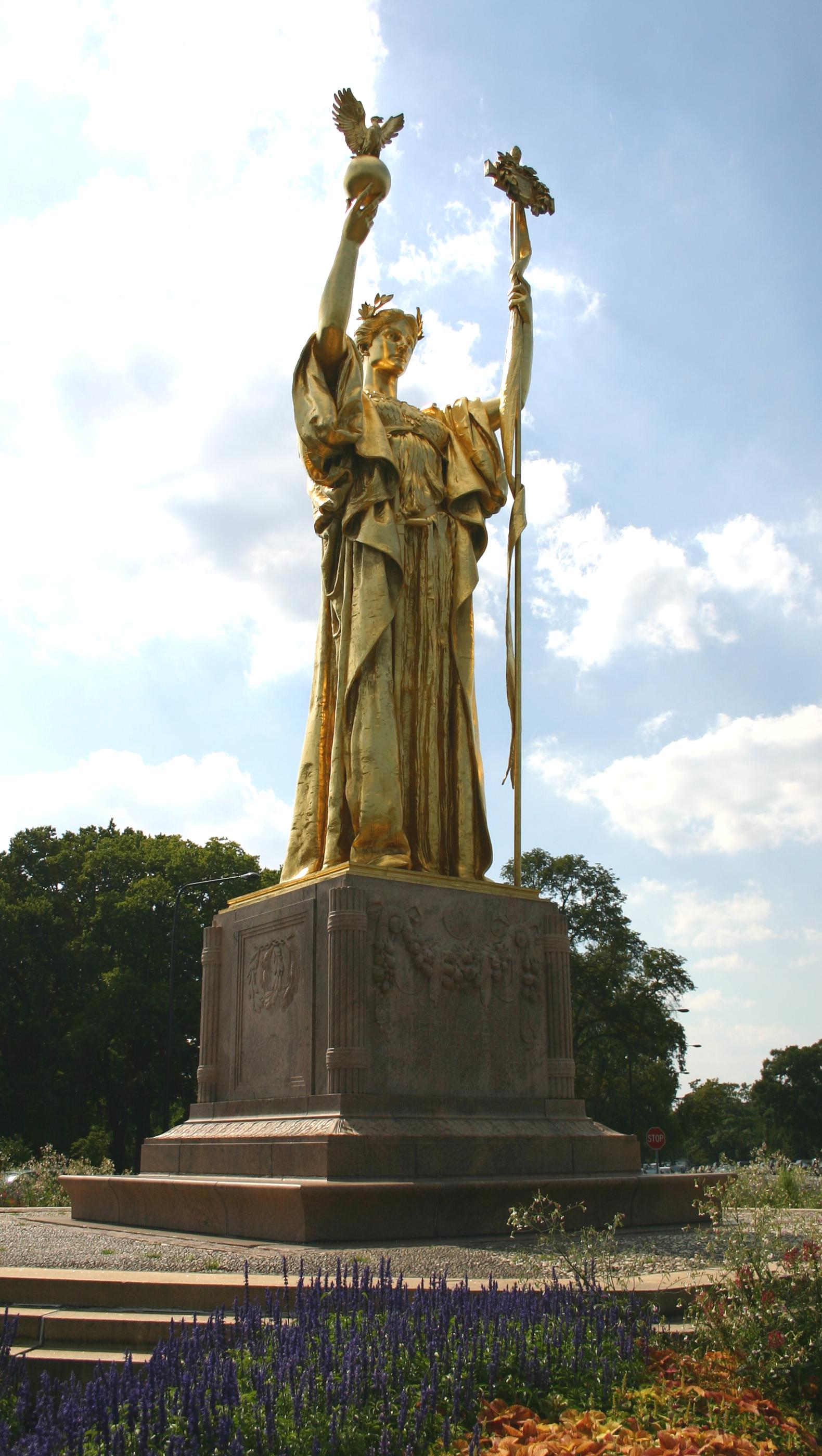
Republic Replica van Daniel Chester French's beeld
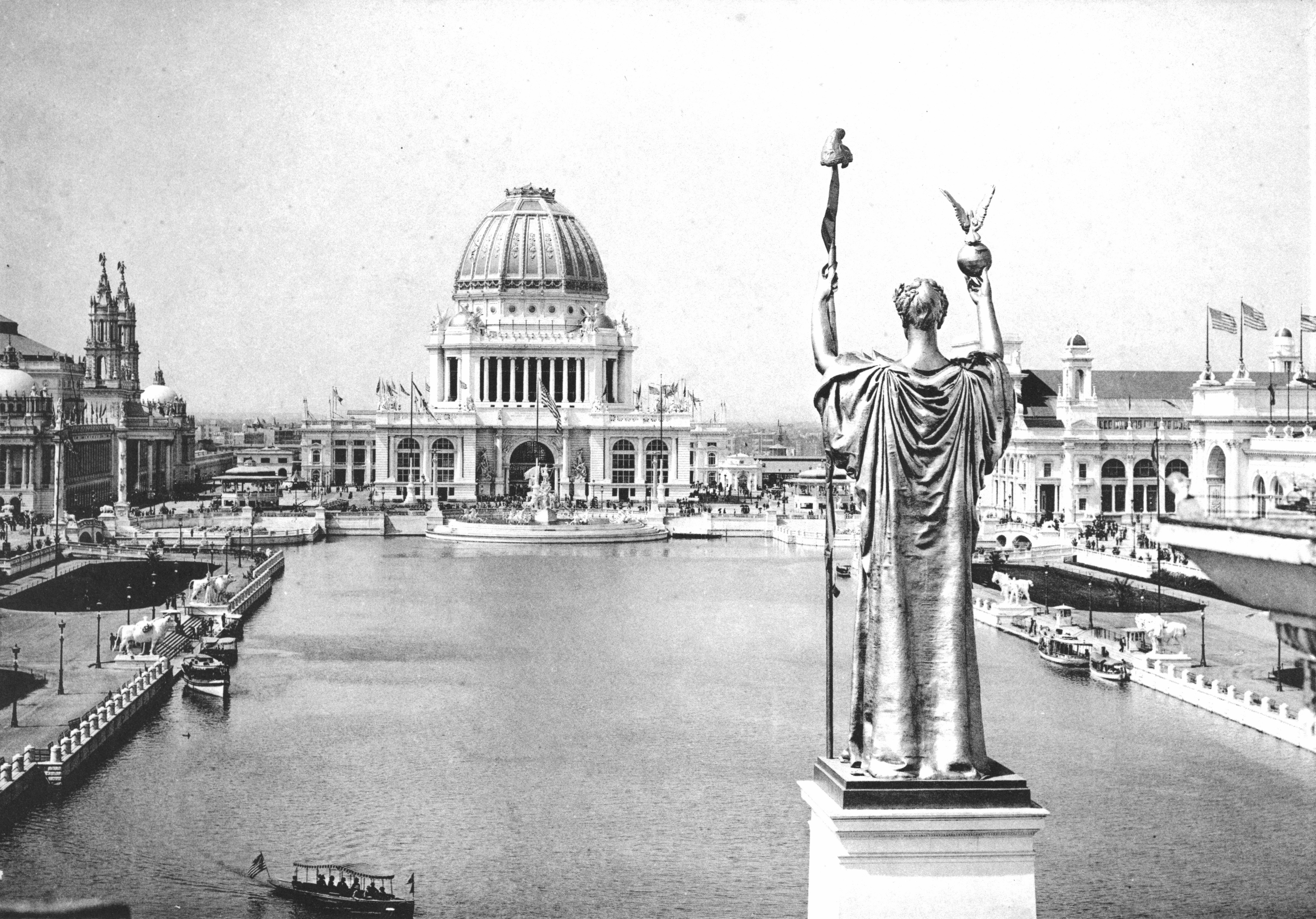
Court of Honor en Grand Basin
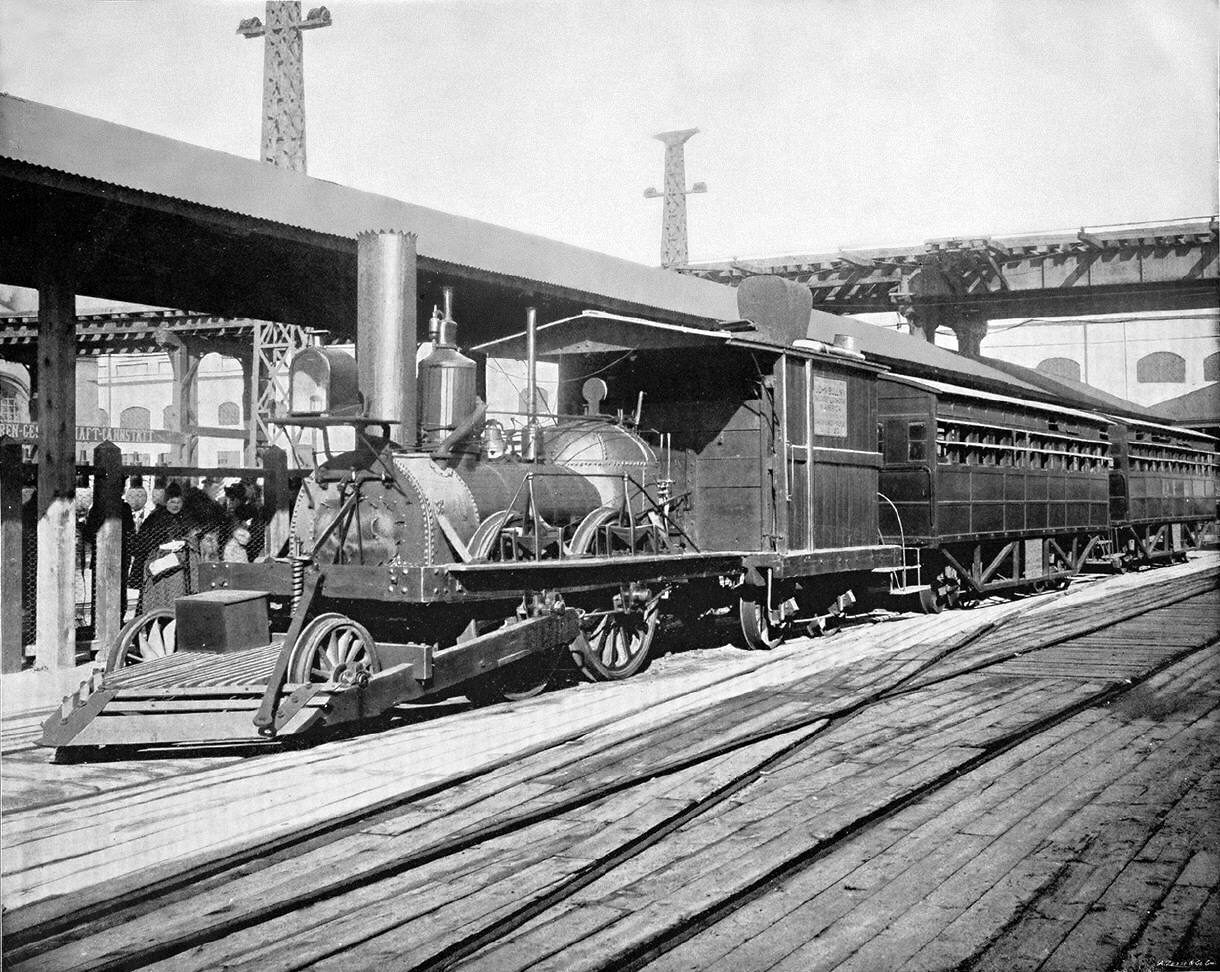
De John Bull-locomotief op de tentoonstelling
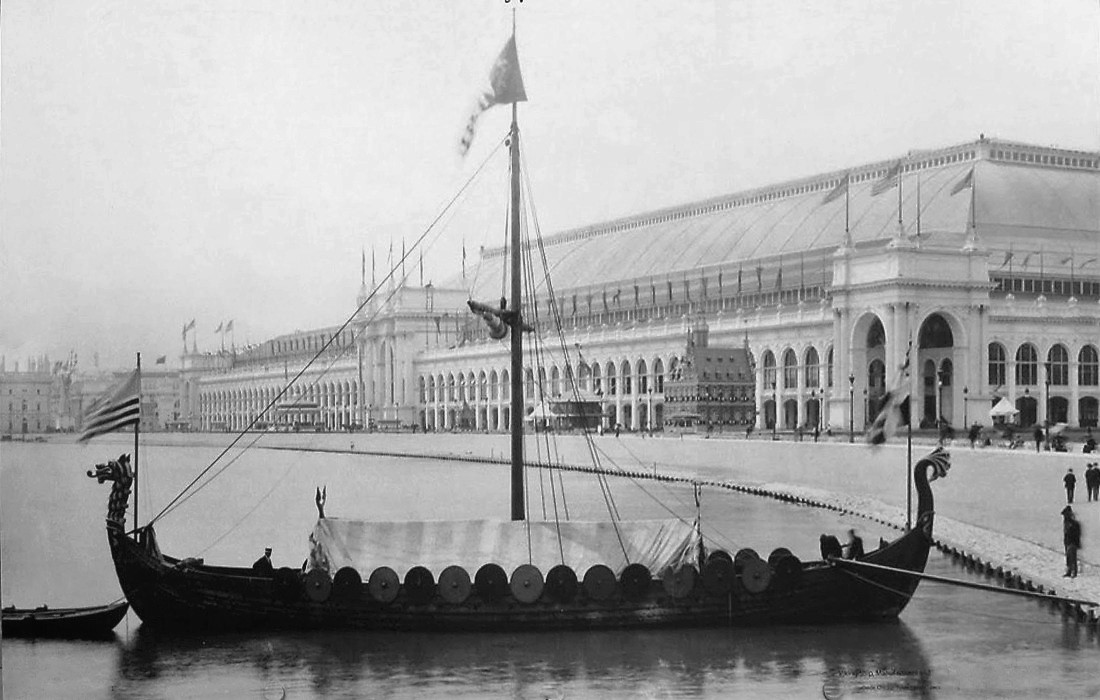
De Viking, een replica van het Gokstadschip
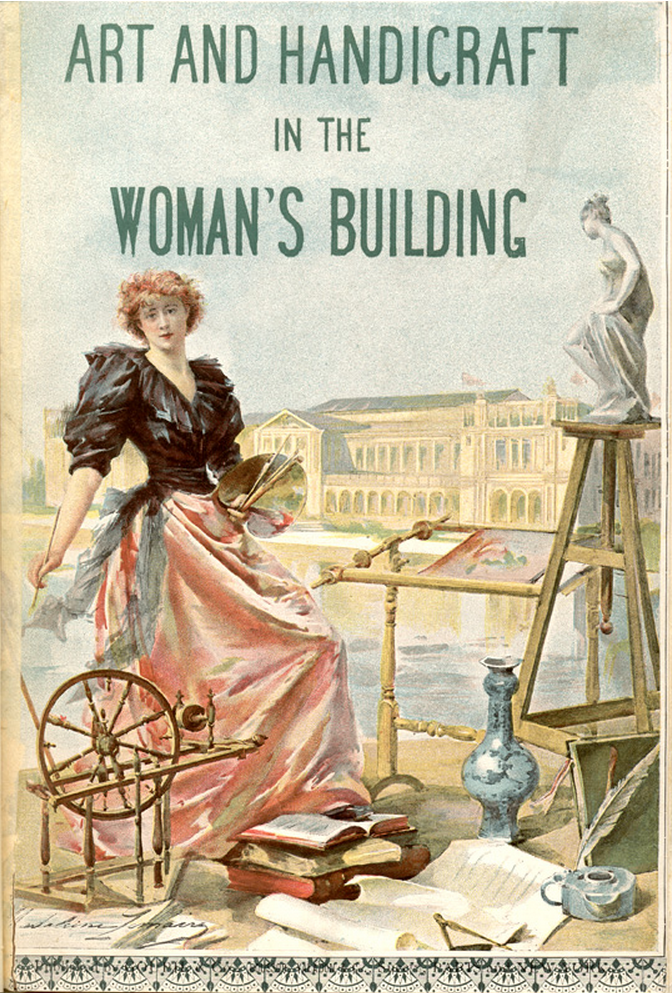
Woman's Building poster Madeleine Lemaire